# Schismatoglottis bauensis
Schismatoglottis bauensis är en kallaväxtart som beskrevs av Alistair Hay och C.Lee. Schismatoglottis bauensis ingår i släktet Schismatoglottis och familjen kallaväxter. Inga underarter finns listade.